# Трихлорфторметан
Трихлорфтормета́н (фтортрихлорметан, фреон R 11, фреон-11, хладон-11, CFC-11, R-11) — органическое соединение, галогензамещённое производное метана, фреон. Бесцветная почти без запаха жидкость, которая кипит при комнатной температуре (tкип = 23,77 °C). В газообразном состоянии тяжелее воздуха в 4,7 раза.

## Использование
Первый широко используемый хладон. Ввиду относительно высокой температуры кипения может использоваться в холодильных агрегатах с меньшим давлением, что упрощает их конструкцию.
Так как молекула трихлорфторметан содержит три атома хлора, это вещество обладает самой высокой озоноразрушающей активностью. Поэтому его производство и использование ограничено Монреальским протоколом. Заменяется хладогенами R-141b, R-123 и R-200 (R-227ea).

## Физические свойства
| Свойство                                               | Значение             |
| ------------------------------------------------------ | -------------------- |
| Плотность (ρ) при 0 °C                                 | 1.5432 г/см³         |
| Плотность (ρ) при 18.82 °C                             | 1.4905 г/см³         |
| Критическая температура (Tc)                           | 198 °C (471 K)       |
| Критическое давление (pc)                              | 4.410 МПа (44.1 атм) |
| Критическая плотность (ρc)                             | 4.151 моль.л−1       |
| Показатель преломления (n) at 20 °C, D                 | 1.3821               |
| Дипольный момент                                       | 0.450 D              |
| Коэффициент возможности истощения озонового слоя (ODP) | 1 (по определению)   |
| Потенциал глобального потепления (GWP)                 | 4600 (CO2 = 1)       |